# Nobuko Yoshiya
En aquest nom japonès, el cognom és Yoshiya.
Nobuko Yoshiya (吉屋信子, Yoshiya Nobuko, Prefectura de Niigata, Japó, 12 de gener de 1896 - Kamakura, Japó, 11 de juliol de 1973) va ser una novel·lista japonesa activa durant els períodes Taishō i Showa del Japó. Va ser una de les escriptores modernes japoneses més prolífiques i amb més èxit comercial, i s'especialitzà en novel·les sentimentals serialitzades i històries de ficció per a adolescents, com també va ser pionera en la literatura lèsbica japonesa, incloent-hi el gènere Classe S.

## Biografia
Yoshiya va nàixer en la Prefectura de Niigata, però se va criar en les ciutats de Mooka i Tochigi de la Prefectura de Tochigi.